# Matrone
En matrone er et udtryk for en en stor, magtfuld kvinde. Hun er som oftest kraftig, frembusende og kommanderende, og betegnelsen opfattes ikke som noget positivt[kilde mangler]. Betegnelsen bruges ofte af mænd om kvinder, når de synes disse er for dominerende.